# Рорбах (Заальфельд)
Рорбах (нем. Rohrbach) — община в Германии, в земле Тюрингия.
Входит в состав района Заальфельд-Рудольштадт. Подчиняется управлению Миттлерес Шварцаталь. Население составляет 195 человек (на 31 декабря 2010 года). Занимает площадь 3,86 км².